# Dorfkirche Rossau

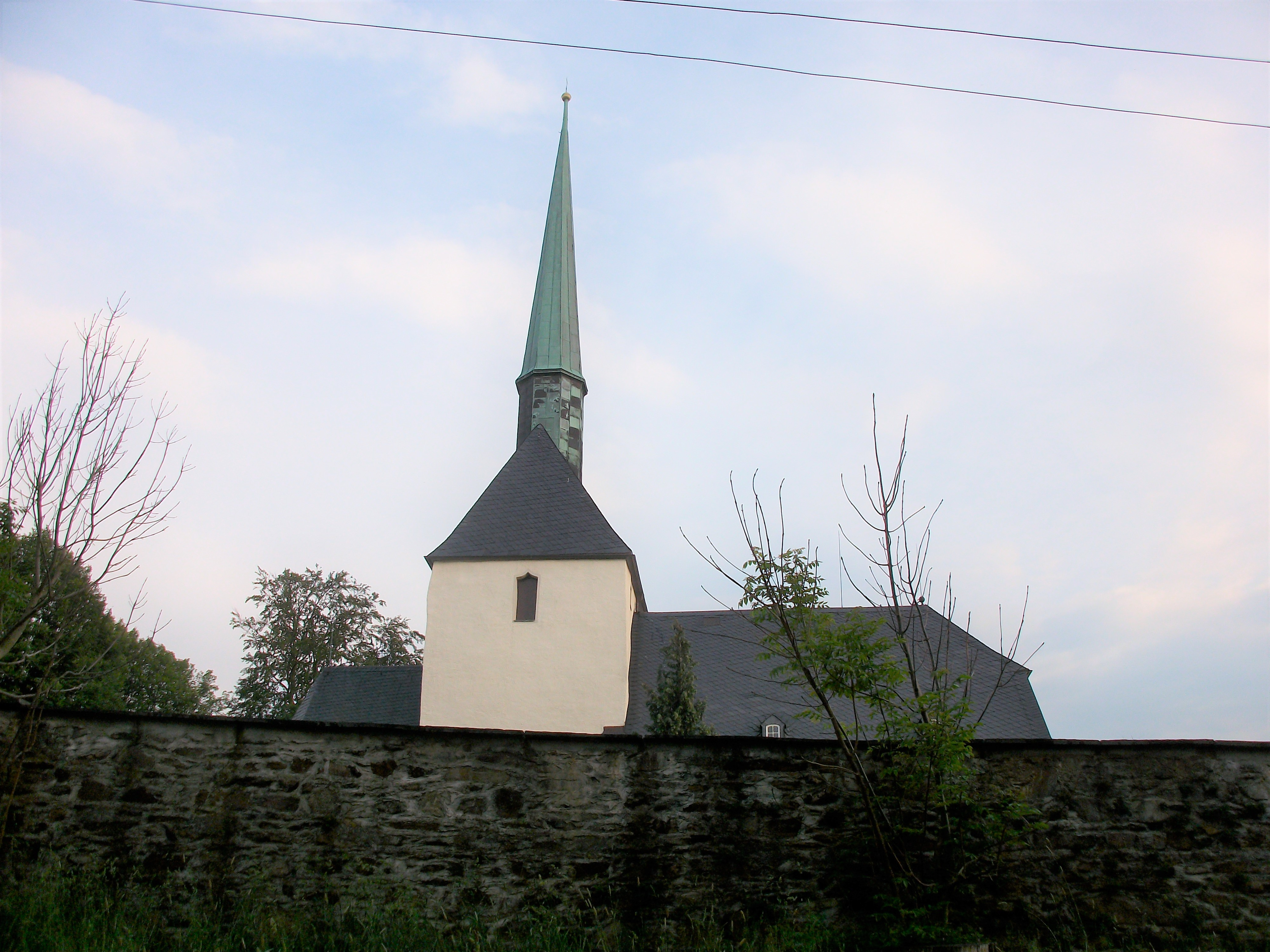
Dorfkirche Rossau

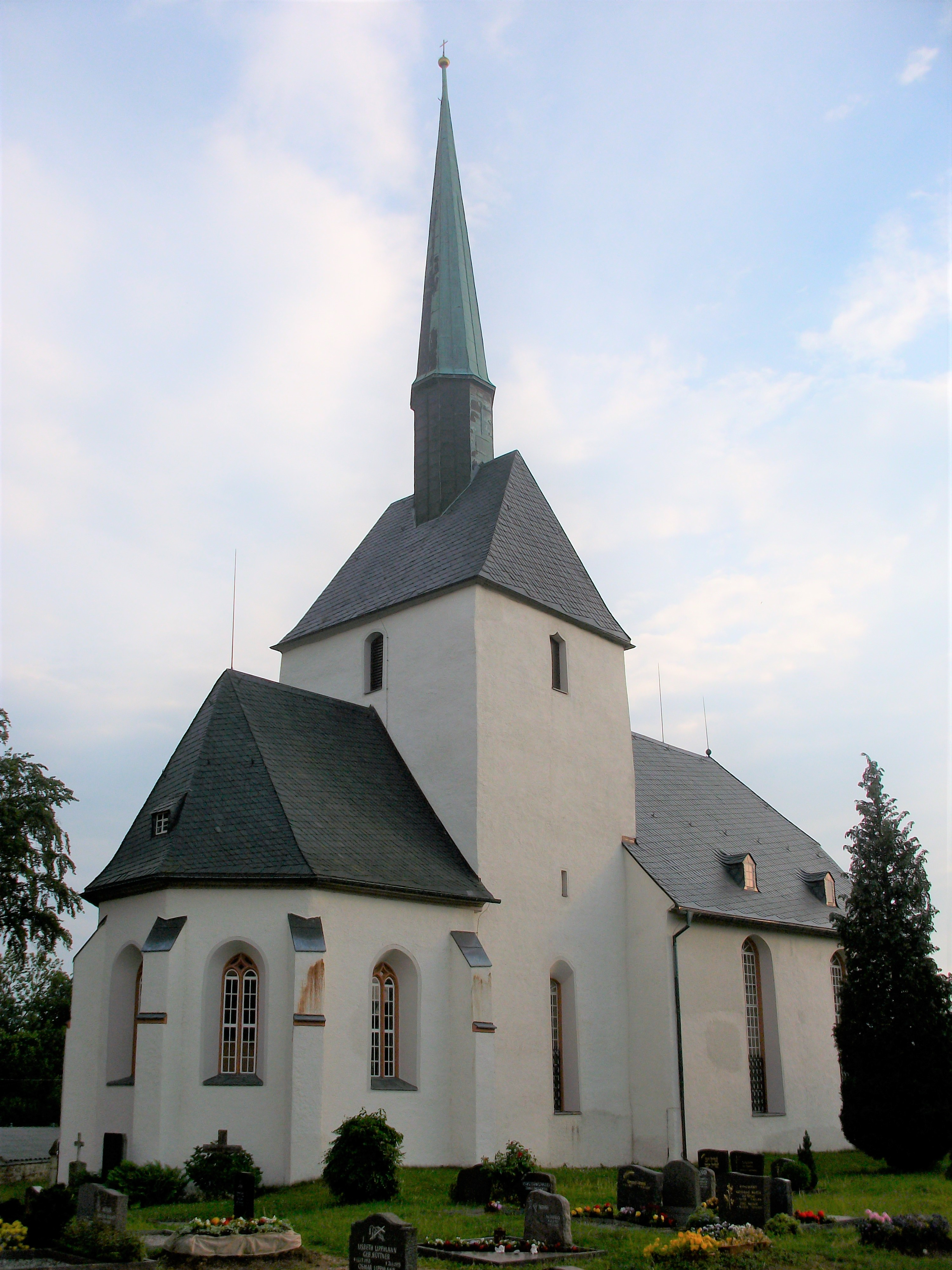
Ansicht von Nordost

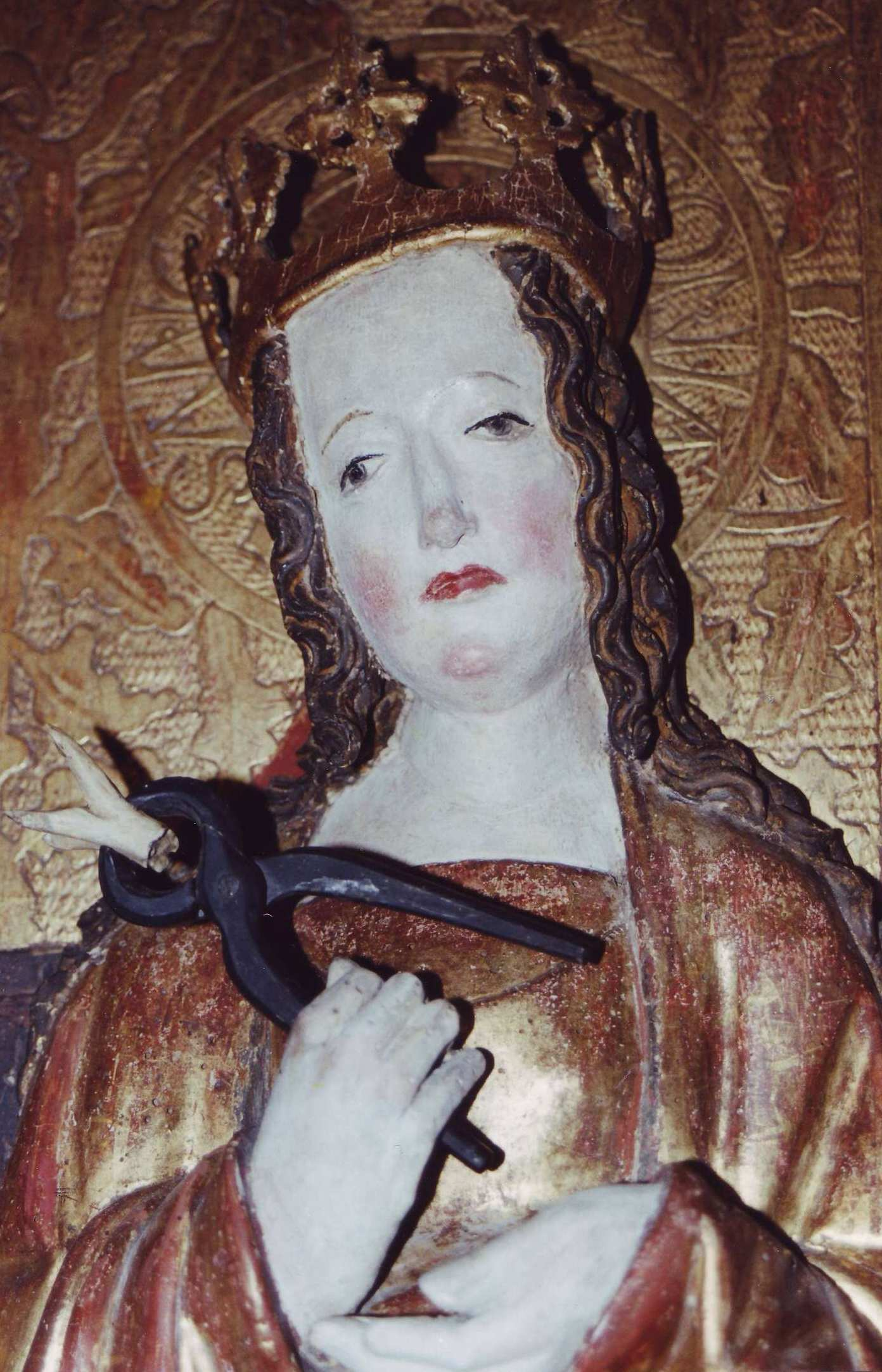
Figur der heiligen Apollonia vom Altar

Die evangelische Dorfkirche Rossau ist eine ursprünglich romanische, später umgebaute Chorturmkirche im Ortsteil Niederrossau von Rossau im sächsischen Landkreis Mittelsachsen. Sie gehört zur Kirchengemeinde Seifersbach in der Evangelisch-Lutherischen Landeskirche Sachsens und ist durch ihre historische Orgel bekannt, die zu den ältesten Orgeln Sachsens gehört.
Siehe auch: Dorfkirche Groß Rossau im Ortsteil Rossau von Osterburg (Altmark).

## Geschichte
Die auf einer Anhöhe oberhalb des Dorfes liegende Saalkirche geht auf einen romanischen Gründungsbau aus der Zeit um 1200 zurück. Sie wird durch einen weithin sichtbaren Chorturm mit verschiefertem Walmdach und hohem achteckigem Dachreiter geprägt. Der Chor mit Fünfachtelschluss und nördlich angebauter Sakristei wurde zu Beginn des 16. Jahrhunderts anstelle der ursprüngliche Apsis erbaut. Die Fenster sind zum Teil mit Spitzbögen und Maßwerk ausgestattet. 1529 wurden der heutige Turmaufsatz erbaut und das dreibahnige Fenster auf der Südseite eingefügt. Um 1700 wurde das Innere umgestaltet, wobei einige Fenster auf der Südseite vergrößert wurden. Die beiden Vorhallen an der Südseite wurden gegen Ende des 18. Jahrhunderts angebaut, die neue Sakristei stammt von 1785.
Im Jahr 1817 wurde die Kirche im Sinne des Klassizismus umgestaltet, wobei unter anderem die Fenster auf der Nordseite vergrößert wurden. Eine Umgestaltung des Chores mit Rekonstruktion des nördlichen Fensters wurde 1965 vorgenommen, eine Restaurierung des Inneren erfolgte 1997.

## Architektur
Der Innenraum ist durch die reiche und künstlerisch bedeutende Ausstattung geprägt. Die Saalkirche mit umlaufender, zweigeschossiger Holzempore des 18. Jahrhunderts ist durch eine Kassettendecke mit bemalten Feldern abgeschlossen, die mit roten Akanthusranken und teils mit Himmelsfeldern mit Engeln bemalt ist. An den Südfenstern sind barocke Wandmalereien mit Draperien und Bändern zu finden. Über dem Triumphbogen ist eine Wandmalerei vom Beginn des 18. Jahrhunderts mit einer Darstellung von Christus als Weltenrichter zwischen bewegten Wolken mit Bänder- und Rankenrahmung erhalten.
Im tonnengewölbten Chor mit Gewölbe und dreiseitiger, zellengewölbter Apsis aus dem 16. Jahrhundert sind an den Wänden und Fenstern Reste barocker Wandmalereien erhalten. In der Apsis sind rechts eine Fenestella und links ein Sakramentshaus aus Porphyrtuff mit einem schmiedeeisernen Gitter zu finden, dessen Bekrönung nicht erhalten ist.

## Ausstattung
Der große, feingearbeitete Schnitzaltar mit doppelten Flügeln aus dem Jahr 1521 zeigt im Schrein eine Mondsichelmadonna zwischen den Heiligen Ägidius und Wolfgang, in der Predella die Anbetung der Könige und im baldachinartigen Gesprenge die Kreuzigung Christi zwischen den Schächern mit Maria und Johannes sowie Hieronymus und Antonius. In den Flügeln sind die Heiligen Dorothea, Apollonia sowie Ottilie und Ursula zu sehen. Die Wandlung zeigt auf den Innenflügeln im oberen Register Verkündigung und Heimsuchung, unten die Geburt Christi und den Marientod. Auf den Außentafeln sind die Heiligen Valentin und Rochus dargestellt.
Die Kanzel stammt vom Beginn des 18. Jahrhunderts und zeigt auf den Brüstungsfeldern Christus als Salvator mundi und die Evangelisten. Das Taufbecken trägt die Jahreszahl 1519 und ist mit phantasievollem Maßwerk gestaltet. Der Taufengel mit fein gefaltetem Gewand wurde um 1700 gefertigt.
Die Kreuzigungsgruppe mit Figuren von Maria und Johannes stammt vom Anfang des 16. Jahrhunderts. Eine Figur aus der Zeit um 1500 stellt Christus im Elend dar, der Körper mit Spuren der Geißelung wirkt dennoch nicht gebrochen; die einst vorhandene Perücke fehlt.

## Orgel
Die Orgel mit reich gestaltetem Prospekt aus fünf Pfeifenfeldern, teils durch Treibarbeit verzierten Pfeifen und Bekrönung durch zwei Posaunenengel ist ein Werk eines unbekannten Orgelbauers aus den Jahren 1660/1670 mit elf Registern auf einem Manual und Pedal. Die originale Disposition ist nicht genau bekannt. Unterhalb der Manualklaviatur ist ein Reparaturvermerk aus der Zeit der Neugestaltung des Kirchenschiffs mit der Jahreszahl 1730 aufgemalt. Zu Beginn des 19. Jahrhunderts wurden Prinzipal 8′ und Flöte 4′ hinzugefügt. Im Jahr 1843 wurde die Betreuung durch Christlieb Ladegast (dem Bruder Friedrich Ladegasts) aus Geringswalde übernommen. Nach einem Reparaturanschlag nahm er diverse Änderungen an der Manual-Windlade vor und ersetzte die Bassoktave von Prinzipal 8′ durch offene Holzpfeifen. Nach einer gründlichen Untersuchung nahm die Firma Eule Orgelbau Bautzen im Jahr 1955 Reinigungs- und Imprägnierungsarbeiten vor und ersetzte von Anobien zerstörte Holzpfeifen, insbesondere von Flauta major 8′ und reparierte den Tremulanten. Weiter wurden ein Zimbelstern mit vier Glöckchen und 1961 ein elektrisches Schleudergebläse eingebaut. Die Disposition lautet:
| Manual CD–c3 |       |                         |
| Principal    | 8′    | (19. Jh.)               |
| Flauta Major | 8′    |                         |
| Principal    | 4′    |                         |
| Flauta minor | 4′    |                         |
| Quinte       | 3′    |                         |
| Nassat       | 3′    |                         |
| Octave       | 2′    |                         |
| Cornet III   | 2 ⁄3′ | (früher: Tertia 1 3⁄5′) |
| Mixtur III   | 1′    |                         |

| Pedal CD–c1 |     |  |
| Subbaß      | 16′ |  |
| Viologamb   | 8′  |  |

- Koppel: Manual-Pedal
- Effektregister

Tremulant
Tympanum
Cymbelstern
- Spielhilfe: Calcantur

## Umgebung
Der Friedhof ist mit einer sorgfältig ausgeführten Bruchsteinmauer nahezu vollständig eingefasst.
An der Apsiswand sind Grabsteine von Pfarrergräbern aufgestellt:
- Julius Theodor Dittrich (1812–1884)
- Ernst Kurt Jahn (1911–1994)
- Johannes Fürchtegott Kretzschmar (1856–1917), Sandstein mit Marmorrelief
- Gottlieb Ehrenreich Gröschen (?) (1678–1718(?))
- alter Grabstein, Inschrift nicht mehr lesbar

Mehrere Soldatengräber und ein Kriegerdenkmal für die Gefallenen des Ersten Weltkrieges in Form eines Porphyrobelisken mit Inschrifttafel, eisernem Kreuz und symbolischer Flammendarstellung sind ebenfalls erhalten. 
Der direkt neben der Kirche liegende Pfarrhof ist ein Vierseithof aus der Mitte des 19. Jahrhunderts.